# Kosterowate
Kosterowate, kostery (Ostraciidae) – rodzina morskich ryb rozdymkokształtnych. Spotykane w akwariach morskich.

## Zasięg występowania
Ocean Indyjski, Spokojny i Atlantycki, głównie rafy koralowe.

## Cechy charakterystyczne
- skóra zwykle atrakcyjnie ubarwiona, posiada gruczoły z trującą substancją, pokryta pancerzem z wielokątnych płytek kostnych (przypominającym karapaks żółwi), a u niektórych dodatkowymi kolcami
- brak płetw brzusznych
- w płetwie grzbietowej brak promieni twardych
- osiągają od 11 cm (Ostracion trachys) do 55 cm (Lactophrys trigonus) długości
- żywią się mięczakami, krabami, szkarłupniami i glonami
- tworzą grupy haremowe, wykazują terytorializm, są słabymi pływakami

## Klasyfikacja
Rodzaje zaliczane do tej rodziny:
Acanthostracion — Lactophrys  — Lactoria  — Ostracion  — Paracanthostracion  — Rhinesomus — Rhynchostracion   — Tetrosomus